# Muhàmmad Alí Hudjjat-i Zanjani
Muhàmmad Alí Hudjjat-i Zanjani (1812 -1851) fou un líder babi persa a Zanjan. Va estudiar a Najaf i a Zadjan. Es va convertir al babisme el 1844, però va conservar certa independència (el 1850 tenia prop de 3000 adeptes propis). Després d'haver estat interrogat per un tribunal religiós musulmà, va assolir el títol d'imam djuma a Zandjan en nom del Bab i fou arrestat i portat a Teheran (1847). Després de la mort de Muhammad Xah Qajar (setembre del 1848) va fugir a Zanjan i va començar canvis radical a la xaria. La ciutat va quedar dividida entre els seus seguidors i els del governador i van esclatar combats entre els dos bàndols amb molts morts. El mateix Muhammad va morir a la lluita el gener de 1851.